# Pohl-Göns
Pohl-Göns ist ein Stadtteil von Butzbach im hessischen Wetteraukreis. Der Nachbarort von Pohl-Göns ist Kirch-Göns.

## Geschichte

### Ortsgeschichte
Als älteste erhaltene Erwähnung von Pohl-Göns, als „Gönser Mark“, gilt eine Urkunde von 777. Der Name „Pohl-Göns“ erschien erstmals unter dem 23. Mai 1250 als „Palgunsin“. „Pohl“ bedeutet in hessischer Mundart „Pfahl“ und bezieht sich auf den Limes, der zu Zeiten der Ortsgründung zumindest streckenweise noch in seiner ursprünglichen Form erkennbar gewesen sein muss.
Die Evangelische Kirche Pohl-Göns wurde im 15. Jahrhundert als spätgotische Saalkirche errichtet und um 1500 um einen Rechteckchor erweitert.
Pohl-Göns gehörte zu dem Teil des Amtes Hüttenberg, einem nassauisch-hessischen Kondominat, der bei der Teilung von 1703 an die Landgrafschaft Hessen-Darmstadt fiel. Dort gehörte es dann zum Amt Hüttenberg.
1803 fasste die Landgrafschaft ihre nördlich des Mains gelegenen Gebiete im sogenannten Fürstentum Oberhessen (später: Provinz Oberhessen) zusammen, wo nun auch Pohl-Göns lag. 1806 wurde die Landgrafschaft von Napoleon zum Großherzogtum Hessen erhoben. Dieses führte 1821 eine Verwaltungsreform durch, in der das Amt Hüttenberg aufgelöst wurde. Übergeordnete Verwaltung war nun der Landratsbezirk Gießen, zuständiges Gericht das Landgericht Gießen.
Die Statistisch-topographisch-historische Beschreibung des Großherzogthums Hessen berichtet 1830 über Pohl-Göns:

„Pohlgöns (L. Bez. Giessen) evangel. Pfarrdorf; liegt an der von Giessen nach Frankfurt führenden Chaussee, an dem Gunsbach, 3 St. von Giessen, so wie auch eine Chaussee von hier nach Wetzlar führt. Der Ort hat 79 Häuser und 369 Einwohner, die außer 10 Katholiken und 9 Juden evangelisch sind. Im Winter ist der größere Theil der Einwohner mit der Fabrikation der Leinwand beschäftigt, wovon ein Theil verkauft wird. Man findet hier eine Ziegelhütte und in der Gemarkung vorzügliche Thongruben. – Der Ort gehörte zur Gönser Mark, die schon sehr frühe vorkommt. Durch den Vertrag von 1703 kam Pohlgöns aus der Gemeinschaft mit Nassau-Weilburg, und wurde ausschließend Hessisch.“

Pohl-Göns gehörte zum Gebiet des Gemeinen Rechts, das hier ohne die Überlagerung von Partikularrecht galt. Dieses behielt seine Geltung auch während der Zugehörigkeit zum Großherzogtum Hessen im 19. Jahrhundert, bis es zum 1. Januar 1900 von dem einheitlich im ganzen Deutschen Reich geltenden Bürgerlichen Gesetzbuch abgelöst wurde.
Die 1926 erbaute, profanierte Synagoge ist bis heute erhalten.
Zum 31. Dezember 1970 wurde die bis dahin selbständige Gemeinde Pohl-Göns im Zuge der Gebietsreform in Hessen auf freiwilliger Basis in die Stadt Butzbach eingemeindet. Für Pohl-Göns wurde, wie für die übrigen Stadtteile von Butzbach, ein Ortsbezirk mit Ortsbeirat und Ortsvorsteher eingerichtet.

### Verwaltungsgeschichte im Überblick
Die folgende Liste zeigt die Staaten und Verwaltungseinheiten, denen Pohl-Göns angehört(e):
- vor 1703: Heiliges Römisches Reich, Amt Hüttenberg (Kondominium der  Landgrafschaft Hessen-Darmstadt und Grafschaft Nassau-Weilburg)
- ab 1703: Heiliges Römisches Reich, Landgrafschaft Hessen-Darmstadt, Oberfürstentum Hessen, Amt Hüttenberg[12]
- ab 1806: Großherzogtum Hessen,[Anm. 2] Fürstentum Oberhessen, Amt Hüttenberg[13]
- ab 1815: Großherzogtum Hessen, Provinz Oberhessen, Amt Hüttenberg
- ab 1821: Großherzogtum Hessen, Provinz Oberhessen, Landratsbezirk Gießen[Anm. 3]
- ab 1832: Großherzogtum Hessen, Provinz Oberhessen, Kreis Grünberg
- ab 1837: Großherzogtum Hessen, Provinz Oberhessen, Kreis Gießen
- ab 1840: Großherzogtum Hessen, Provinz Oberhessen, Kreis Friedberg
- ab 1848: Großherzogtum Hessen, Regierungsbezirk Friedberg
- ab 1852: Großherzogtum Hessen, Provinz Oberhessen, Kreis Friedberg
- ab 1867: Norddeutscher Bund,[Anm. 4] Großherzogtum Hessen, Provinz Oberhessen, Kreis Friedberg
- ab 1871: Deutsches Reich, Großherzogtum Hessen, Provinz Oberhessen, Kreis Friedberg
- ab 1918: Deutsches Reich (Weimarer Republik), Volksstaat Hessen, Provinz Oberhessen, Kreis Friedberg
- ab 1938: Deutsches Reich, Volksstaat Hessen, Landkreis Friedberg[14][Anm. 5]
- ab 1945: Amerikanische Besatzungszone,[Anm. 6] Groß-Hessen, Regierungsbezirk Darmstadt, Landkreis Friedberg
- ab 1946: Amerikanische Besatzungszone, Land Hessen, Regierungsbezirk Darmstadt, Landkreis Friedberg
- ab 1949: Bundesrepublik Deutschland, Land Hessen, Regierungsbezirk Darmstadt, Landkreis Friedberg
- ab 1971: Bundesrepublik Deutschland, Land Hessen, Regierungsbezirk Darmstadt, Landkreis Friedberg, Stadt Butzbach
- ab 1972: Bundesrepublik Deutschland, Land Hessen, Regierungsbezirk Darmstadt, Wetteraukreis, Stadt Butzbach

## Bevölkerung

### Einwohnerstruktur 2011
Nach den Erhebungen des Zensus 2011 lebten am Stichtag dem 9. Mai 2011 in Pohl-Göns 1338 Einwohner. Darunter waren 33 (2,5 %) Ausländer. Nach dem Lebensalter waren 243 Einwohner unter 18 Jahren, 549 zwischen 18 und 49, 309 zwischen 50 und 64 und 240 Einwohner waren älter. Die Einwohner lebten in 561 Haushalten. Davon waren 150 Singlehaushalte, 177 Paare ohne Kinder und 177 Paare mit Kindern, sowie 42 Alleinerziehende und 15 Wohngemeinschaften. In 93 Haushalten lebten ausschließlich Senioren und in 393 Haushaltungen lebten keine Senioren.

### Einwohnerentwicklung
| • 1806: | 367 Einwohner, 79 Häuser            |
| • 1829: | 369 Einwohner, 79 Häuser            |
| • 1867: | 511 Einwohner, 99 bewohnte Gebäude  |
| • 1875: | 563 Einwohner, 108 bewohnte Gebäude |

| Pohl-Göns: Einwohnerzahlen von 1791 bis 2022 | Pohl-Göns: Einwohnerzahlen von 1791 bis 2022 | Pohl-Göns: Einwohnerzahlen von 1791 bis 2022 | Pohl-Göns: Einwohnerzahlen von 1791 bis 2022 | Pohl-Göns: Einwohnerzahlen von 1791 bis 2022 |
| --- | -------------------------------------------- | -------------------------------------------- | -------------------------------------------- | -------------------------------------------- |
| Jahr |                                              |                                              |                                              | Einwohner                                    |
| 1791 | 1791                                         |                                              | 350                                          | 350                                          |
| 1800 | 1800                                         |                                              | 350                                          | 350                                          |
| 1806 | 1806                                         |                                              | 367                                          | 367                                          |
| 1829 | 1829                                         |                                              | 369                                          | 369                                          |
| 1834 | 1834                                         |                                              | 454                                          | 454                                          |
| 1840 | 1840                                         |                                              | 475                                          | 475                                          |
| 1846 | 1846                                         |                                              | 558                                          | 558                                          |
| 1852 | 1852                                         |                                              | 574                                          | 574                                          |
| 1858 | 1858                                         |                                              | 535                                          | 535                                          |
| 1864 | 1864                                         |                                              | 507                                          | 507                                          |
| 1871 | 1871                                         |                                              | 557                                          | 557                                          |
| 1875 | 1875                                         |                                              | 563                                          | 563                                          |
| 1885 | 1885                                         |                                              | 619                                          | 619                                          |
| 1895 | 1895                                         |                                              | 573                                          | 573                                          |
| 1905 | 1905                                         |                                              | 615                                          | 615                                          |
| 1910 | 1910                                         |                                              | 666                                          | 666                                          |
| 1925 | 1925                                         |                                              | 697                                          | 697                                          |
| 1939 | 1939                                         |                                              | 719                                          | 719                                          |
| 1946 | 1946                                         |                                              | 1.132                                        | 1.132                                        |
| 1950 | 1950                                         |                                              | 1.186                                        | 1.186                                        |
| 1956 | 1956                                         |                                              | 1.165                                        | 1.165                                        |
| 1961 | 1961                                         |                                              | 1.229                                        | 1.229                                        |
| 1967 | 1967                                         |                                              | 1.203                                        | 1.203                                        |
| 1970 | 1970                                         |                                              | 1.184                                        | 1.184                                        |
| 1980 | 1980                                         |                                              | ?                                            | ?                                            |
| 1990 | 1990                                         |                                              | ?                                            | ?                                            |
| 2008 | 2008                                         |                                              | 1.410                                        | 1.410                                        |
| 2010 | 2010                                         |                                              | 1.398                                        | 1.398                                        |
| 2011 | 2011                                         |                                              | 1.338                                        | 1.338                                        |
| 2015 | 2015                                         |                                              | 1.357                                        | 1.357                                        |
| 2022 | 2022                                         |                                              | 1.358                                        | 1.358                                        |
| Datenquelle: Historisches Gemeindeverzeichnis für Hessen: Die Bevölkerung der Gemeinden 1834 bis 1967. Wiesbaden: Hessisches Statistisches Landesamt, 1968. Weitere Quellen: LAGIS; 2008–2015; 2022; Zensus 2011 |                                              |                                              |                                              |                                              |

### Religion
Historische Religionszugehörigkeit
| • 1829: | 350 evangelische (= 94,85 %), 9 jüdische (= 2,44 %), 10 katholische (= 2,71 %) Einwohner |
| • 1961: | 925 evangelische (= 75,26 %), 284 katholische (= 23,11 %) Einwohner                      |

Eine jüdische Gemeinde konnte sich nach dem Zweiten Weltkrieg nicht mehr entwickeln. Es erinnern noch der jüdische Friedhof, eine profanierte Synagoge und 11 Stolpersteine an die ehemals jüdische Bevölkerung von Pohl-Göns.

## Politik
Ortsvorsteher ist Klaus Christ (parteilos).

## Kultur und Sehenswürdigkeiten
Das Dorf ist sowohl von altem Fachwerk, Bauernhöfen und modernen Häusern geprägt.

## Vereine
- Ex-Weg Pohl-Göns (Freizeitfußballverein)
- Freiwillige Feuerwehr
- Handballverein HSG Butzbach
- Kegelclub „Fidele Post“
- Liederkranz
- Naturschutzgruppe
- Schützenverein
- Spielmannszug
- Turnverein Pohl-/Kirch-Göns
- Der Stamm „Botisphaden“ der Pfadfinderschaft „Grauer Reiter“ hat seinen Sitz in Pohl-Göns.

## Infrastruktur
Einkaufsmöglichkeiten (Bäckerei, Metzgerei) fehlen. Die nächstgelegenen Geschäfte befinden sich in Butzbach und Langgöns. 
Die öffentlichen Einrichtungen in Pohl-Göns sind das Bürgerhaus, Rathaus, Gemeindezentrum und die Kindertagesstätte „Sonnenschein“.